# تاكويا كيمورا
تاكويا كيمورا (باليابانية: 木村拓哉؛ بالكانا: きむら たくや) مواليد 13 نوفمبر 1972، هو مغني وممثل ياباني بدأ مسيرته الفنية عام 1988.
ممثل ومغني وشخصية راديو يابانية، يعتبر أيقونه يابانية بعد تحقيقة النجاح كـ ممثل، عضو مشهورا في فرقة "SMAP" توقفت في 2016
في عام 1996 في دراما Long Vacation  حصل علي دور الممثل الرئيسي.
حقق بعدها نجاح كبير أعطي لقب «The King of Ratings- ملك التقيمات»

## وصلات خارجية
- الموقع%20الرسمي